# Marta Kolesová
Marta Kolesová, rodným jménem Svobodová (* 2. března 1923 Dřetovice) je česká divadelní herečka, členka Svazu protifašistického odboje a dlouholetá členka KSČM.

## Život
Narodila se 2. března 1923 v Dřetovicích u Kladna. Vyučila se jako dámská krejčová. V březnu 1939 zažila okupaci Československa Wehrmachtem. V té době pracovala jako sázečka stromů v křivoklátských lesích. Byla součástí odbojové skupiny Předvoj, přičemž pomáhala perzekvovaným rodinám a roznášela ilegální tiskoviny. V roce 1945 se vyhnula zatčení a likvidaci skupiny.
V dubnu 1945 unikla smrti během střelby německých vojáků v Praze. Po konci druhé světové války se stala členkou Komunistické strany Československa. Následně se stala profesionální herečkou. Postupně hrála v divadlech v Náchodě, Přerově, Opavě, Šumperku a Novém Jičíně. Od roku 1948 žije v Hradci Králové, kde se rovněž věnovala herectví. V náchodském divadle potkala svého budoucího manžela Radomila Kolesu. S ním má jednu dceru. 
Od roku 1982 byla členkou Československého svazu protifašistických bojovníků a o sedm let později se přidala k Svazu bojovníků za svobodu. Do penze odešla krátce před listopadem 1989. Konec režimu přijala, ale nesla jej těžce.
Po osvobození se stala členkou Komunistické strany Čech a Moravy. I přes svůj vysoký věk i nadále vystupuje v rozhovorech a na besedách.